# Angelo Duca
Angelo Duca, bekannt als Angiolillo (* 1734 in San Gregorio Magno; † 26. April 1784 in Salerno), war ein süditalienischer Bandit, der sich mit zahlreichen Überfällen und Raubaktionen, insbesondere in der Basilikata (Region zwischen Neapel und Bari), hervortat. Er wurde von Benedetto Croce und Eric Hobsbawm nicht nur als eine Art moderner Robin Hood, sondern auch als Sinnbild des sozialen Räubers bzw. Sozialrebellen betrachtet. Er gilt gemeinhin als Vorlage für den Romanhelden Rinaldo Rinaldini des Goethe-Schwagers Christian Vulpius.
Duca, der ursprünglich einen Bauernhof besessen hatte, schloss sich nach einem Streit mit dem Herzog von Martina 1780 der Räuberbande des Tommaso Freda an, nachdem er in einer Auseinandersetzung um die Nutzung von Weideflächen das Pferd eines Feldhüters des Herzogs getötet hatte und ein Versöhnungsversuch über Ducas Gönner, den Fürsten Caracciola-Torella, misslungen war.
Acht Monate später gründete er eine eigene Bande. Die Opfer seiner Raubzüge waren Angehörige des Klerus und Gutsherren. Angelo Duca, der in einer Phantasieuniform aufzutreten pflegte, bot dem neapolitanischen König Ferdinand IV. an, für eine „neue und gerechte Ordnung“ im Land zu kämpfen, worauf Ferdinand IV. sich aber nicht einließ. Am Karsamstag 1784 wurde Duca gefasst, nachdem er tags zuvor durch seinen Geheimschreiber Zuccarino verraten worden war.
Er starb durch den Henkersstrick.
Ein Jugendbuch von Hans Mathes Merkel über Das gute Recht des Räubers Angelo Duca gelangte 1979 auf die Auswahlliste des Deutschen Jugendliteraturpreises.